# Phyllonorycter monspessulanella
Phyllonorycter monspessulanella is een vlinder uit de familie mineermotten (Gracillariidae). De wetenschappelijke naam is voor het eerst geldig gepubliceerd in 1897 door Fuchs.
De soort komt voor in Europa.